# Mads Søgaard
Mads Søgaard, född 13 december 2000, är en dansk professionell ishockeymålvakt som är kontrakterad till Ottawa Senators i National Hockey League (NHL) och spelar för Belleville Senators i American Hockey League (AHL).
Han har tidigare spelat för Esbjerg Energy i Metal Ligaen (ML); Medicine Hat Tigers i Western Hockey League (WHL) samt Austin Bruins i North American Hockey League (NAHL).
Søgaard blev draftad av Ottawa Senators i andra rundan i 2019 års draft som 37:e spelare totalt.